# Covers (album Cat Power)
Covers to jedenasty album studyjny amerykańskiej wokalistki Cat Power, wydany nakładem Domino Recording Company, którego światowa premiera miała miejsce 14 stycznia 2022. Jest to jej trzeci album, po The Covers Record z 2000 roku oraz Jukebox z 2008 roku, składający się wyłącznie z coverów.

## Wydanie i promocja
6 października 2021 r. artystka wykonała utwór „Bad Religion” w telewizyjnym programie "The Late Late Show" Jamesa Cordena. Następnego dnia piosenka została wydana w platformach strumieniowych jako podwójny singiel wraz z utworem „A Pair of Brown Eyes”. Teledysk do „Pa Pa Power” został wyreżyserowany przez Grena Hunta i wydany 1 listopada. Teledysk do „I'll Be Seeing You” został wydany 14 grudnia, tego samego dnia, piosenka została wydana jako podwójny singiel wraz utworem „Unhate”. Album jest promowany trasą koncertową po Stanach Zjednoczonych i Europie, która rozpoczęła się w kwietniu 2022 roku.

## Lista utworów
| Nr  | Tytuł utworu                               | Słowa                                                                                         | Oryginalny wykonawca        | Długość |
| --- | ------------------------------------------ | --------------------------------------------------------------------------------------------- | --------------------------- | ------- |
| 1.  | „Bad Religion”                             | Christopher Breaux, Monte Neuble, Charlie Gambetta, Kevin Risto, Waynne Nugent, Chan Marshall | Frank Ocean                 | 4:20    |
| 2.  | „Unhate”                                   | Marshall                                                                                      | Cat Power                   | 2:44    |
| 3.  | „Pa Pa Power”                              | Ryan Gosling, Zach Sheilds                                                                    | Dead Man's Bones            | 3:10    |
| 4.  | „White Mustang”                            | Lana Del Rey, Rick Nowels                                                                     | Lana Del Rey                | 3:00    |
| 5.  | „A Pair of Brown Eyes”                     | Shane MacGowan                                                                                | The Pogues                  | 3:42    |
| 6.  | „Against the Wind”                         | Bob Seger                                                                                     | Bob Seger                   | 3:13    |
| 7.  | „Endless Sea”                              | Iggy Pop                                                                                      | Iggy Pop                    | 3:35    |
| 8.  | „These Days”                               | Jackson Browne                                                                                | Nico                        | 3:44    |
| 9.  | „It Wasn't God Who Made Honky Tonk Angels” | J. D. "Jay" Miller                                                                            | Kitty Wells                 | 2:33    |
| 10. | „I Had a Dream, Joe”                       | Nick Cave                                                                                     | Nick Cave and the Bad Seeds | 4:39    |
| 11. | „Here Comes a Regular”                     | Paul Westerberg                                                                               | The Replacements            | 5:14    |
| 12. | „I'll Be Seeing You”                       | Sammy Fain, Irving Kahal                                                                      | Billie Holiday              | 3:21    |
|     |                                            |                                                                                               |                             | 43:15   |

## Wykonawcy
- Chan Marshall – śpiew, instrumentacja, produkcja muzyczna
- Mark Chalecki – mastering
- Adeline Jasso – gitara
- Alianna Kalaba – perkusja
- Erik Paparazzi – instrumenty klawiszowe, gitara basowa, gitara
- Matt Pynn – elektryczna gitara stalowa
- Matt Schuessler – asystent produkcji muzycznej
- Rob Schnapf – produkcja muzyczna, miksowanie
- Mario Sorrenti – fotografie